# احمد حکیمی‌پور
احمد حکیمی‌پور (زاده ۱۳۴۲ در زنجان)، نماینده سابق زنجان و طارم در دورهٔ چهارم مجلس شورای اسلامی و عضو شورای مرکزی مجمع نمایندگان ادوار مجلس شورای اسلامی بود.

وی از موسسین حزب اراده ملت ایران (حاما) و  تا سال ۱۴۰۲ دبيرکل این تشکل سیاسی با انتخاب شورای مرکزی بود و اکنون رئیس شورای مرکزی این حزب می‌باشد. 
او در اوایل جنگ از اعضای سپاه پاسداران بود و از مجروحان جنگ ایران و عراق است.
وی عضو اولین دوره و چهارمین دوره شورای شهر تهران بوده‌ است وی عضو هییت رییسه و دبیر اجرایی شورای شهر تهران(دوره اول) و رییس فراکسیون اصلاحطلبان  و رییس کمیته میراث فرهنگی  شورای شهر (دوره چهارم)  را در کارنامه خود دارد. بازدید و رسیدگی و حل وفصل مشکلات  بناهای تاریخی تهران و مخصوصا بازار بزرگ تهران را به جد پیگیری و ایمن نبودن  را در آن دوره بسیار پیگیری میکرد. 
او معتقد است نیروهای دولت نهم و دهم عامل انشقاق اصولگرایان است و سه مورد رفاقت،شراکت و وراثت را عامل اصلی آفت میان اصلاحطلبان میداند و وی از ریاست شورای هماهنگی اصلاحات استعفا داده است.